# الموسطة، إب
الموسطة هي إحدى قرى الجمهورية اليمنية. تتبع جغرافيا لمحافظة إب وإداريًا لمديرية ذي السفال. يبلغ تعداد سكانها 954 نسمة حسب الإحصاء الذي أجري عام 2004.